# ميت برة
ميت برة، قرية رئيسية تابعة لمركز قويسنا التابع لمحافظة المنوفية في جمهورية مصر العربية.

## التاريخ
قرية ميت برة من القرى القديمة، حيث وردت باسم «منية برى» في أعمال الغربية ضمن قرى الروك الناصري التي أحصاها ابن الجيعان في كتاب «التحفة السنية بأسماء البلاد المصرية». وفي العصر العثماني وردت باسم «منية برى» في التربيع العثماني الذي أجراه الوالي العثماني سليمان باشا الخادم في عصر السلطان العثماني سليمان القانوني ضمن قرى ولاية الغربية، وفي تاريخ 1228هـ/1813م الذي عدّ قرى مصر بعد المسح الذي قام به محمد علي باشا باسم «ميت برى» ضمن قرى مديرية المنوفية.

## السكان
بلغ عدد سكان ميت برة 23,072 نسمة، حسب الإحصاء الرسمي لعام 2006.